# Domingos Maineri
Domingos Maineri (também grafado Mainieri) (Calábria, ? — Caxias do Sul (?), ?) foi um comerciante, político e revolucionário ítalo-brasileiro.

## Biografia
Imigrado da Itália no fim do século XIX, estabeleceu-se na colônia italiana de Caxias, onde abriu uma casa comercial com seu irmão Francisco. Em 17 de janeiro de 1890 foi um dos fundadores do Club Republicano, vinculado ao Partido Republicano Rio-Grandense. No ano seguinte foi uma das lideranças da Revolta dos Colonos, que eclodiu em 26 de novembro de 1891 protestando contra os impostos, a má condição das estradas e a política da Junta Governativa instalada pelo Governo do Estado após a emancipação de Caxias. Os revolucionários derrubaram a Junta, tomaram o poder e governaram o município por dezoito dias através de uma Junta Revolucionária, da qual Maineri fez parte. Esta primeira crise foi logo pacificada, mas os protestos continuavam. Para acalmar os dissidentes, a Junta Federalista que governava o estado nomeou dois deles para o Conselho Municipal eleito em 20 de outubro passado, Maineri e Luiz Pieruccini, indicando Maineiri para a Presidência, mas a solução ultrajou os conselheiros eleitos e tampouco agradou os revoltosos, que se amotinaram novamente em 25 de junho de 1892, derrubando o Conselho, confiscando seus arquivos e instalando outra Junta Revolucionária, composta de Maineri, Pieruccini e Vicente Rovea. A revolta foi encerrada com a nomeação de Antônio Xavier da Luz como primeiro intendente em 5 de julho de 1892, data em que o Conselho foi reempossado.
Maineri apresentou produtos comerciais de sua casa, óleo de linhaça e conhaque, na Exposição Universal de Chicago em 1893, fez parte da comissão de obras da Igreja Matriz, nomeado em 21 de outubro de 1895 e dispensado em torno de 1898, e foi candidato à Intendência em 1900, mas não venceu.